# Piotr Matwiejczyk
Piotr Matwiejczyk (ur. 28 kwietnia 1980 w Trzebnicy) – polski filmowiec niezależny. Przy produkcjach filmowych pełni najczęściej funkcje reżysera, scenarzysty i montażysty, czasem także operatora, aktora, kierownika produkcji oraz producenta.

## Życiorys
Filmem zajmuje się od 1992 roku. Z bratem Dominikiem stworzyli serię horrorów Videomania.
Współpracował przy ponad sześćdziesięciu produkcjach. Wyreżyserował co najmniej trzydzieści filmów – krótko- i pełnometrażowych.
W 2001 roku wspólnie z osobami ze Studium Filmowego we Wrocławiu założył wytwórnię Muflon Pictures (obecnie wszystkie filmy Matwiejczyka są przez nią firmowane). Jednym z początkowych filmów tej wytwórni było pełnometrażowe, wydane na rynek video Chinacity (2001), gdzie sam reżyser, zakładając stary kapelusz ojca, wcielił się w głównego bohatera – Jacka Nicholsona.
Matwiejczyk wyreżyserował również inne komedie: Koszmar minionej zimy (2002; parodia Koszmaru minionego lata), Łasice i borsuki (2002), Emilia (2005) i wiele filmów krótkometrażowych.
Po roku 2005 Matwiejczyk porzucił filmy komediowe na rzecz dramatów obyczajowych i społecznych; powstały m.in. Homo Father (2005), Beautiful (2006), Wstyd (2006), Pamiętasz mnie? (2007) oraz Na boso (2007). W 2009 powrócił do konwencji parodii kina grozy, realizując czarną komedię Piotrek trzynastego.
Matwiejczyk w 2011 wyreżyserował film, dla którego akcji tłem jest katastrofa polskiego Tu-154 w Smoleńsku, Prosto z nieba. Praca na planie produkcji ruszyła na początku lutego 2011. Premiera odbyła się 27 maja 2011 roku. Film nie został pozytywnie odebrany przez publikę i Matwiejczyk został za niego nominowany do Węży za najgorszą reżyserię.

## Wybrana filmografia
- O czym są moje oczy, 2004
- Homo Father, 2005
- Emilia, 2005
- Wstyd, 2006
- Pamiętasz mnie?, 2007
- Kup teraz, 2008
- Piotrek trzynastego, 2009
- Prosto z nieba, 2011
- Zaraza, 2020